# Randy Garber
Randy Garber (Abington, 19 agosto 1952) è un ex calciatore statunitense, di ruolo centrocampista.

## Carriera

### Calciatore

#### Club
Si forma calcisticamente nella rappresentativa dell'università statale della Pennsylvania. Nella stagione 1975 viene ingaggiato dagli statunitensi del T.B. Rowdies, neonata franchigia della NASL. Con i Rowdies, pur non giocando nel Soccer Bowl '75, si aggiudicò il torneo nordamericano, superando in finale i Portland Timbers.
Nel corso della stagione 1976 passa ai L.A. Aztecs, con cui però non esordirà in competizioni ufficiali.
Dal 1977 al 1978 giocò nei Washington Diplomats, sempre come riserva, raggiungendo come miglior piazzamento gli ottavi di finale dei play-off per il titolo nella North American Soccer League 1978.
Contemporaneamente e successivamente al calcio si dedicò all'indoor soccer, militando in varie franchigie della NASL indoor e della MISL, vincendo la NASL indoor 1976 con i Rowdies.

#### Nazionale
Nel 1975 ha giocato un'amichevole con la nazionale di calcio degli Stati Uniti d'America, ovvero l'amichevole persa per 4-0 contro la Polonia, in cui partito da titolare fu sostituito al quarantesimo da Timothy Logush.

### Allenatore
Dal 1977 al 1979 è stato assistente allenatore all'università statale della Pennsylvania e poi allenatori in vari istituti della Pennsylvania.

## Statistiche

### Cronologia presenze e reti in nazionale
| Cronologia completa delle presenze e delle reti in nazionale ― Stati Uniti | Cronologia completa delle presenze e delle reti in nazionale ― Stati Uniti | Cronologia completa delle presenze e delle reti in nazionale ― Stati Uniti | Cronologia completa delle presenze e delle reti in nazionale ― Stati Uniti | Cronologia completa delle presenze e delle reti in nazionale ― Stati Uniti | Cronologia completa delle presenze e delle reti in nazionale ― Stati Uniti | Cronologia completa delle presenze e delle reti in nazionale ― Stati Uniti | Cronologia completa delle presenze e delle reti in nazionale ― Stati Uniti |
| Data                                                                       | Città                                                                      | In casa                                                                    | Risultato                                                                  | Ospiti                                                                     | Competizione                                                               | Reti                                                                       | Note                                                                       |
| -------------------------------------------------------------------------- | -------------------------------------------------------------------------- | -------------------------------------------------------------------------- | -------------------------------------------------------------------------- | -------------------------------------------------------------------------- | -------------------------------------------------------------------------- | -------------------------------------------------------------------------- | -------------------------------------------------------------------------- |
| 24-6-1975                                                                  | Seattle                                                                    | Stati Uniti                                                                | 0 – 4                                                                      | Polonia                                                                    | Amichevole                                                                 | -                                                                          | 40’                                                                        |
| Totale                                                                     |                                                                            | Presenze                                                                   | 1                                                                          |                                                                            | Reti                                                                       | 0                                                                          |                                                                            |

## Palmarès

### Calcio
- Campionato NASL: 1

Tampa Bay Rowdies: 1975

### Indoor Soccer
- Campionato NASL indoor: 1

Tampa Bay Rowdies: 1976